# Klobásový festival (Békéscsaba)
Klobásový festival (maďarsky Csabai kolbászfesztivál) je jednou z největších, nejznámějších a nejoblíbenějších gastronomických akcí v Maďarsku a celé střední Evropě. Jeho hlavním tématem jsou slavné čabajské klobásy, které mají chráněné označení Evropské unie, a další uzeniny a okrajově také další jídla. Festival má také doprovodné akce, např. soutěže, ukázky tradičních potravinářských řemesel, folklór aj. Festival se koná každoročně v říjnu od roku 1997 ve městě Békéscsaba (okres Békéscsaba, župa Békés), v městské sportovní hale (Békéscsabai Városi Sportcsarnok) a v jejím okolí. Obvykle trvá 4 dny.